# Забоже (Краковский повет)
Забо́же (пол. Zaborze) — село в Польше в сельской гмине Сломники Краковского повета Малопольского воеводства.

## География
Село располагается в 4 км от административного центра гмины города Сломники и в 19 км от административного центра воеводства города Краков.
В 1975—1998 годах село входило в состав Краковского воеводства.

## Население
По состоянию на 2013 год в селе проживало 368 человека.
| 2007 | 2013 |
| ---- | ---- |
| 344  | 368  |

| Перепись  | Всего   | Всего | Женщины | Женщины | Мужчины | Мужчины |
| --------- | ------- | ----- | ------- | ------- | ------- | ------- |
| Единицы   | человек | %     | человек | %       | человек | %       |
| Население | 368     | 100   | 190     | 51,63   | 178     | 48,37   |